# Campeonato Europeo de Piragüismo en Aguas Tranquilas de 2017
El XIX Campeonato Europeo de Piragüismo en Aguas Tranquilas se celebró en Plovdiv (Bulgaria) entre el 14 y el 16 de julio de 2017 bajo la organización de la Asociación Europea de Piragüismo (ECA) y la Federación Búlgara de Piragüismo.
Las competiciones se realizaron en el canal de piragüismo ubicado a un costado del río Maritsa, al oeste de la ciudad búlgara.

## Medallistas

### Masculino
| Evento            | Oro                                                                                      | Plata                                                                                        | Bronce                                                                                            |
| ----------------- | ---------------------------------------------------------------------------------------- | -------------------------------------------------------------------------------------------- | ------------------------------------------------------------------------------------------------- |
| K1 200 m (16.07)  | Liam Heath Reino Unido 33,380 s                                                          | Marko Dragosavljević Serbia 33,947 s                                                         | Carlos Garrote · España · 34,057 s                                                                |
| K2 200 m (16.07)  | Márk Balaska · Balázs Birkás · Hungría · 30,740                                          | Kiril Liapunov · Alexandr Diachenko · Rusia · 31,200                                         | Ronald Rauhe · Max Lemke · Alemania · 31,365                                                      |
| K1 500 m (16.07)  | Jakub Zavřel · República Checa · 1:35,156                                                | Mikita Borykau · Bielorrusia · 1:35,252                                                      | Bálint Kopasz · Hungría · René Poulsen · Dinamarca · 1:35,432                                     |
| K2 500 m (16.07)  | Bence Nádas · Sándor Tótka · Hungría · 1:26,500                                          | Dejan Pajić Ervin Holpert Serbia 1:27,616                                                    | Oleg Gusev · Vladislav Blintsov · Rusia · 1:28,436                                                |
| K4 500 m (15.07)  | Bence Nádas · Péter Molnár · Sándor Tótka · Milán Mozgi · Hungría · 1:18,556             | Denis Myšák · Juraj Tarr · Erik Vlček · Tibor Linka · Eslovaquia · 1:18,640                  | Raman Piatrushenka · Mikita Borykau · Dzmitry Tratsiakou · Vitali Bialko · Bielorrusia · 1:19,112 |
| K1 1000 m (15.07) | Fernando Pimenta Portugal 3:29,032                                                       | René Poulsen Dinamarca 3:30,112                                                              | Bálint Kopasz · Hungría · 3:30,336                                                                |
| K2 1000 m (15.07) | Max Hoff · Marcus Groß · Alemania · 3:12,724                                             | Marko Tomićević Milenko Zorić Serbia 3:13,780                                                | Francisco Cubelos · Íñigo Peña · España · 3:14,056                                                |
| K4 1000 m (16.07) | Francisco Cubelos · Javier Cabañín · Marcus Walz · Íñigo Peña · España · 2:54,374        | Martin Brzeziński · Rafał Rosolski · Bartosz Stabno · Norbert Kuczyński · Polonia · 2:54,658 | Denis Myšák · Juraj Tarr · Erik Vlček · Tibor Linka · Eslovaquia · 2:54,666                       |
| K1 5000 m (16.07) | Max Hoff · Alemania · 19:21,220                                                          | Fernando Pimenta Portugal 19:22,640                                                          | Eivind Vold · Noruega · 19:29,540                                                                 |
| C1 200 m (16.07)  | Henrikas Žustautas · Lituania · 38,112                                                   | Alexei Korovashkov · Rusia · 38,157                                                          | Zaza Nadiradze Georgia 38,342                                                                     |
| C2 200 m (16.07)  | Alexandr Kovalenko · Ivan Shtyl · Rusia · 35,627                                         | Andrei Bahdanovich · Dzianis Majlai · Bielorrusia · 36,137                                   | Jonatán Hajdu · Ádám Fekete · Hungría · 36,330                                                    |
| C1 500 m (16.07)  | Martin Fuksa · República Checa · 1:44,884                                                | Oleg Tarnovschi Moldavia 1:46,792                                                            | Tomasz Kaczor · Polonia · 1:47,148                                                                |
| C2 500 m (16.07)  | Viktor Melantiev · Ivan Shtyl · Rusia · 1:36,264                                         | Leonid Carp · Victor Mihalachi · Rumania · 1:37,368                                          | Dmytro Yanchuk · Taras Mishchuk · Ucrania · 1:38,956                                              |
| C1 1000 m (15.07) | Sebastian Brendel · Alemania · 3:51,671                                                  | Martin Fuksa · República Checa · 3:53,667                                                    | Kiril Shamshurin · Rusia · 3:55,171                                                               |
| C2 1000 m (15.07) | Yul Oeltze · Peter Kretschmer · Alemania · 3:36,232                                      | Viktor Melantiev · Vladislav Chebotar · Rusia · 3:37,300                                     | Nicolae Craciun · Sergiu Craciun · Italia · 3:38,312                                              |
| C4 1000 m (15.07) | Wiktor Głazunow · Piotr Kuleta · Tomasz Barniak · Marcin Grzybowski · Polonia · 3:20,536 | Conrad Scheibner · Sebastian Brendel · Stefan Kiraj · Jan Vandrey · Alemania · 3:21,848      | Kiril Shamshurin · Ilia Shtokalov · Rasul Ishmujamedov · Ilia Pervujin · Rusia · 3:21,904         |
| C1 5000 m (16.07) | Sebastian Brendel · Alemania · 21:45,710                                                 | Dávid Varga · Hungría · 21:49,320                                                            | Mateusz Kamiński · Polonia · 22:16,990                                                            |

1. ↑  El ganador de la medalla de plata, el húngaro Bence Horváth, fue descalificado por dopaje.[2]
2. ↑  Los ganadores de la medalla de bronce, los ucranianos Ivan Semykin e Ihor Trunov, fueron descalificados por dopaje de Trunov.[4]

### Femenino
| Evento            | Oro                                                                            | Plata                                                                                                  | Bronce                                                                                     |
| ----------------- | ------------------------------------------------------------------------------ | --- | ------------------------------------------------------------------------------------------ |
| K1 200 m (16.07)  | Dóra Lucz · Hungría · 39,317 s                                                 | Emma Jørgensen Dinamarca 39,357 s                                                                      | Špela Ponomarenko Eslovenia 39,697 s                                                       |
| K2 200 m (16.07)  | Mariya Kichasova · Anastasiya Horlova · Ucrania · 36,527                       | Joana Vasconcelos Francisca Laia Portugal 36,777                                                       | Dominika Włodarczyk · Katarzyna Kołodziejczyk · Polonia · 37,117                           |
| K1 500 m (16.07)  | Tamara Takács · Hungría · 1:47,264                                             | Volha Judzenka · Bielorrusia · 1:47,844                                                                | Yelena Aniushina · Rusia · 1:47,908                                                        |
| K2 500 m (16.07)  | Franziska Weber · Tina Dietze · Alemania · 1:38,604                            | Špela Ponomarenko Anja Osterman Eslovenia 1:38,996                                                     | Anna Puławska · Beata Mikołajczyk · Polonia · 1:40,632                                     |
| K4 500 m (15.07)  | Dóra Lucz · Tamara Takács · Erika Medveczky · Ninetta Vad · Hungría · 1:30,724 | Dominika Włodarczyk · Beata Mikołajczyk · Anna Puławska · Katarzyna Kołodziejczyk · Polonia · 1:31,596 | Mariya Kichasova · Anastasiya Todorova · Mariya Povj · Inna Hryshchun · Ucrania · 1:31,624 |
| K1 1000 m (15.07) | Dóra Bodonyi · Hungría · 3:57,984                                              | Beata Mikołajczyk · Polonia · 3:59,744                                                                 | Rachel Cawthorn Reino Unido 4:00,264                                                       |
| K2 1000 m (15.07) | Réka Hagymási · Ramóna Farkasdi · Hungría · 3:43,048                           | Karolina Markiewicz · Julia Lis · Polonia · 3:44,888                                                   | Tabea Medert · Melanie Gebhardt · Alemania · 3:45,652                                      |
| K1 5000 m (16.07) | Dóra Bodonyi · Hungría · 21:40,570                                             | Eva Barrios Marcos · España · 21:41,110                                                                | Tabea Medert · Alemania · 21:41,230                                                        |
| C1 200 m (16.07)  | Olesia Romasenko · Rusia · 45,804                                              | Kincső Takács · Hungría · 46,416                                                                       | Alena Nazdrova · Bielorrusia · 47,080                                                      |
| C2 500 m (15.07)  | Virág Balla · Kincső Takács · Hungría · 2:00,224                               | Alena Nazdrova · Kamila Bobr · Bielorrusia · 2:01,364                                                  | Irina Andreyeva · Olesia Romasenko · Rusia · 2:03,928                                      |

## Medallero
| Núm. | País            | Oro | Plata | Bronce | Total |
| ---- | --------------- | --- | ----- | ------ | ----- |
| 1    | Hungría         | 10  | 2     | 3      | 15    |
| 2    | Alemania        | 6   | 1     | 3      | 10    |
| 3    | Rusia           | 3   | 3     | 5      | 11    |
| 4    | República Checa | 2   | 1     | 0      | 3     |
| 5    | Polonia         | 1   | 4     | 4      | 9     |
| 6    | Portugal        | 1   | 2     | 0      | 3     |
| 7    | España          | 1   | 1     | 2      | 4     |
| 8    | Ucrania         | 1   | 0     | 2      | 3     |
| 9    | Reino Unido     | 1   | 0     | 1      | 2     |
| 10   | Lituania        | 1   | 0     | 0      | 1     |
| 11   | Bielorrusia     | 0   | 4     | 2      | 6     |
| 12   | Serbia          | 0   | 3     | 0      | 3     |
| 13   | Dinamarca       | 0   | 2     | 1      | 3     |
| 14   | Eslovaquia      | 0   | 1     | 1      | 2     |
| 14   | Eslovenia       | 0   | 1     | 1      | 2     |
| 16   | Moldavia        | 0   | 1     | 0      | 1     |
| 16   | Rumania         | 0   | 1     | 0      | 1     |
| 18   | Georgia         | 0   | 0     | 1      | 1     |
| 18   | Italia          | 0   | 0     | 1      | 1     |
| 18   | Noruega         | 0   | 0     | 1      | 1     |
|      | TOTAL           | 27  | 27    | 28     | 82    |